# SPR Chrobry Głogów
Pour la section football du club, voir Chrobry Głogów (football).
Le SPR Chrobry Glogów est un club de handball, situé à Głogów en Pologne, évoluant en Superliga. 

## Historique
- 1961 : Fondation du club
- 2006 : Le club est deuxième de Ekstraklasa
- 2007 : Le club est entreprend sa première campagne en Coupe d'Europe et est éliminé lors du troisième tour par les estoniens du Põlva Serviti
- 2008 : Le club est éliminé en quart de finale de la Coupe Challenge par les suisses du Pfadi Winterthur.
- 2013 : Le club est onzième de Ekstraklasa
- 2014 : Le club est septième de Ekstraklasa

## Palmarès
- Championnat de Pologne masculin de handball
  - Deuxième : 2005-2006
- Coupe de l'EHF (C2) : 3e tour en 2006-2007
- Challenge Cup (C3) : 1/4 de finale en 2007-2008

## Effectif actuel 2019-2020
| N° | Poste | Nom                  | Date de naissance   | Taille | Arrivée | Club précédent       | Sélection |
| -- | ----- | -------------------- | ------------------- | ------ | ------- | -------------------- | --------- |
| 1  | GB    | Rafał Stachera       | 28/04/1986 (33 ans) | 1,85 m | 2010    | Śląsk Wrocław        | -         |
| 20 | GB    | Michał Kapela        | 22/10/1992 (27 ans) | 1,89 m | 2011    | SMS Gdańsk           | -         |
| 22 | GB    | Sebastian Zapora     | 15/06/1988 (31 ans) | 1,86 m | 2018    | Pogoń Szczecin       | -         |
| 3  | ALG   | Kacper Grabowski     | 17/11/1998 (21 ans) | 1,79 m | 2018    | Formé au club        | -         |
| 35 | ALG   | Miłosz Bekisz        | 19/12/1996 (23 ans) | 1,89 m | 2018    | Gorzów Wielkopolski  | -         |
| 4  | ALD   | Marcel Zdobylak      | 16/06/1999 (20 ans) | 1,83 m | 2017    | Formé au club        | -         |
| 14 | ALD   | Maciej Marszałek     | 02/01/1997 (23 ans) | 1,83 m | 2019    | Arka Gdynia          | -         |
| 11 | DC    | Dawid Przysiek       | 04/02/1987 (33 ans) | 1,86 m | 2019    | Arka Gdynia          | Pologne   |
| 15 | DC    | Oleksandr Tilte      | 10/04/1995 (24 ans) | 1,98 m | 2020    | ZTR Zaporijia        | Ukraine   |
| 71 | DC    | Stanisław Makowiejew | 17/05/1991 (28 ans) | 1,90 m | 2018    | Piotrków Trybunalski | Pologne   |
| 10 | ARG   | Adam Babicz          | 06/12/1985 (34 ans) | 1,92 m | 2014    | KS Azoty-Puławy      | Pologne   |
| 13 | ARG   | Krzysztof Tylutki    | 23/07/1985 (34 ans) | 1,90 m | 2014    | KS Azoty-Puławy      | -         |
| 44 | ARG   | Yevhen Buinenko      | 20/09/1992 (27 ans) | 2,00 m | 2020    | Orosházi FKSE        | Ukraine   |
| 8  | ARD   | Kamil Sadowski       | 29/09/1986 (33 ans) | 1,93 m | 2015    | MMTS Kwidzyn         | -         |
| 9  | ARD   | Tomasz Klinger       | 22/03/1991 (29 ans) | 1,86 m | 2017    | MMTS Kwidzyn         | -         |
| 18 | ARD   | Rafał Jamioł         | 02/01/1995 (25 ans) | 1,91 m | 2019    | Arka Gdynia          | -         |
| 17 | PVT   | Jakub Orpik          | 12/06/1998 (21 ans) | 1,90 m | 2017    | Formé au club        | -         |
| 23 | PVT   | Damian Krzysztofik   | 12/04/1988 (31 ans) | 1,88 m | 2016    | SPR Stal Mielec      | Pologne   |

## Campagne européenne
| Saison    | Compétition     | Manche             | Date Aller       | Club                   | Aller | Total | Retour | Club                | Date Retour      |
| --------- | --------------- | ------------------ | ---------------- | ---------------------- | ----- | ----- | ------ | ------------------- | ---------------- |
| 2006-2007 | Coupe EHF       | Troisième tour     | 4 novembre 2006  | Pölva Serviti          | 29-24 | 60-60 | 31-36  | Chrobry Głogów      | 11 novembre 2006 |
| 2007-2008 | Coupe Challenge | Troisième tour     | 17 novembre 2007 | Chrobry Głogów         | 28-24 | 58-51 | 30-27  | TJ START Nove Zamky | 25 novembre 2007 |
| 2007-2008 | Coupe Challenge | Huitième de finale | 9 février 2008   | Perutnina Pipo Cakovec | 34-32 | 61-66 | 27-34  | Chrobry Głogów      | 16 février 2008  |
| 2007-2008 | Coupe Challenge | Quart de finale    | 8 mars 2008      | Pfadi Winterthur       | 33-23 | 59-53 | 26-30  | Chrobry Głogów      | 15 mars 2008     |

### Clubs rencontrés en Coupe d'Europe
- Perutnina Pipo Cakovec
- Põlva Serviti
- TJ START Nove Zamky
- Pfadi Winterthur